# Franz Burgmeier
Franz Burgmeier (Triesen, 7 de abril de 1982) é um ex-futebolista do Liechtenstein, considerado um dos principais atletas de seu país.

## Carreira em clubes
Revelado pelo clube homônimo de sua cidade, Burgmeier jogou quase toda a carreira na Suíça, tendo atuado por Aarau, Basel e Thun. Teve ainda uma passagem pelo clube inglês Darlington antes de assinar com o FC Vaduz, principal time liechtensteinense (que joga na Segunda Divisão suíça).
No Vaduz FC, criou uma grande identificação e onde se aposentou em 2018.

## Seleção
Burgi estreou na Seleção de Liechtenstein em 2001. Desde então, foram 64 partidas e 7 gols, colocando-o entre os melhores jogadores do país, junto com Mario Frick e Rainer Hasler.

## Títulos
- FC Vaduz

Copa do Liechtenstein(7): 2000–01, 2001–02, 2002–03, 2003-04, 2004–05, 2009–10, 2010-11
Basel
Uhrencup (1)2005–06
Copa da Suíça (1)2006–07

### Individual
Futebolista do ano de Liechtenstein (1)2005–06